# Trasduttore di spostamento capacitivo

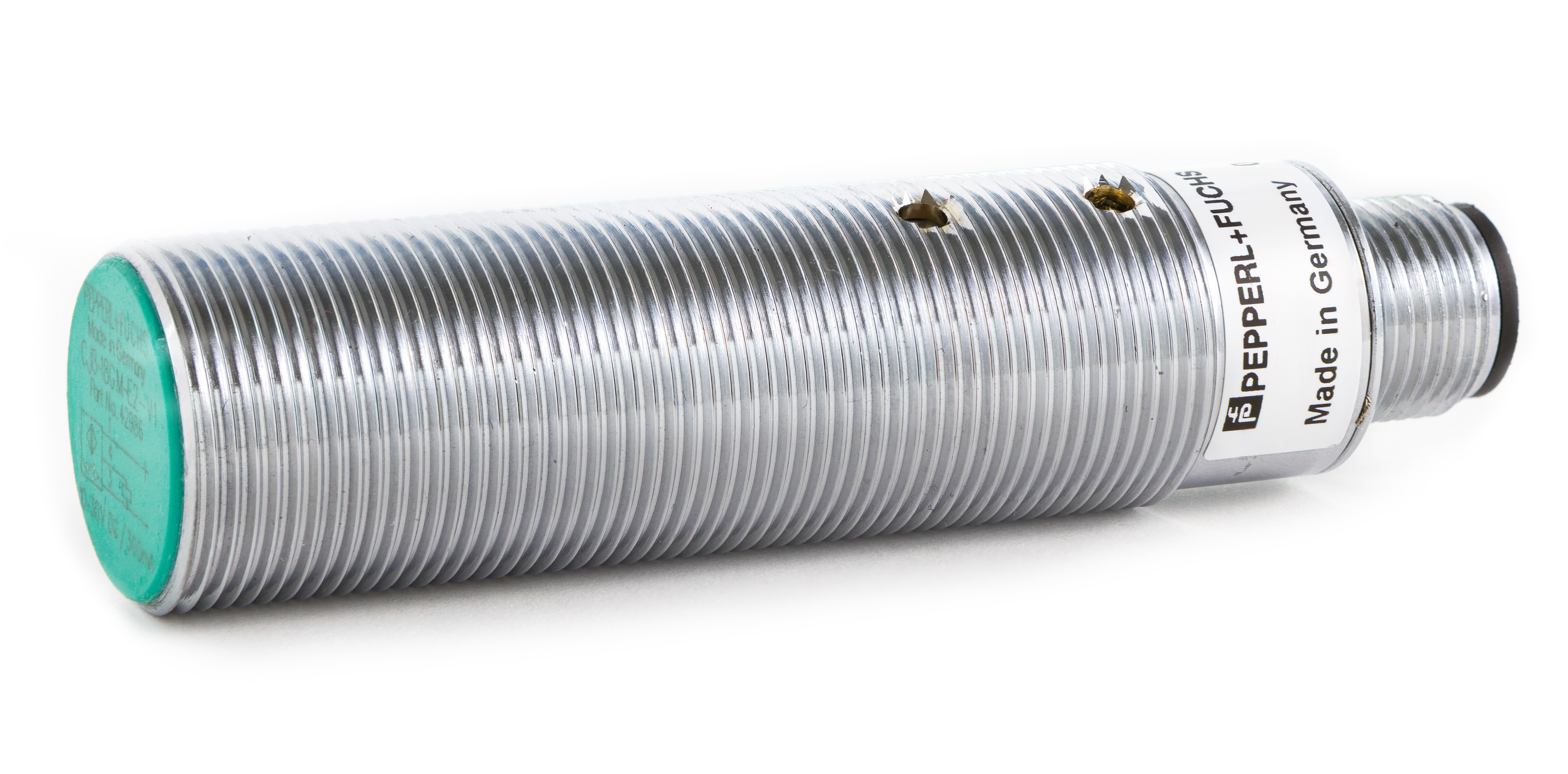
Un trasduttore di spostamento capacitivo

Il trasduttore di spostamento capacitivo è un tipo di sensore di spostamento senza contatto, che misura la posizione e il cambiamento di posizione nei materiali capacitivi ad alta risoluzione, in grado di misurare anche lo spessore o la densità di materiali non conduttivi.
I trasduttori di spostamento capacitivi sono utilizzati in un'ampia varietà di applicazioni, tra cui la lavorazione dei semiconduttori e l'assemblaggio di apparecchiature di precisione. Questi tipi di sensori possono essere trovati in impianti di lavorazione e produzione in tutto il mondo.
I trasduttori di spostamento capacitivi si basano sulle proprietà che possiede il bipolo capacitivo, cioè il condensatore, caratterizzato dal parametro capacità:
{\displaystyle C=\varepsilon _{0}\varepsilon _{r}{\dfrac {A}{d}}}

Condensatore a facce piane parallele.

Se ci si riferisce ad un condensatore piano a facce parallele, come quello riportato in figura 1, variando la distanza tra le armature d, la superficie affacciata delle stesse A oppure il dielettrico interposto {\displaystyle \varepsilon _{r}} attraverso la variazione della corrente del circuito in cui è inserito il trasduttore si ha il segnale di uscita che rappresenta lo spostamento. Il circuito deve essere alimentato da una tensione alternata, altrimenti non si avrebbe passaggio di corrente.
Per ottenere una sensibilità costante e quindi una curva di graduazione lineare i parametri da far variare sono A e {\displaystyle \varepsilon _{r}}. Secondo la definizione di sensibilità si ha rispettivamente:
{\displaystyle S_{A}={\frac {dC}{dA}}={\frac {\varepsilon _{0}\varepsilon _{r}}{d}}}
{\displaystyle S_{\varepsilon _{r}}={\frac {dC}{d\varepsilon _{r}}}={\frac {\varepsilon _{0}A}{d}}}
Nella figura 2 è riportato uno schema elettrico del trasduttore capacitivo. Ai morsetti è misurata la tensione in uscita {\displaystyle V_{o}} che divisa per la resistenza R fornisce la corrente i, uscita di questo tipo di trasduttore.

Schema elettrico di un trasduttore capacitivo.
tensione in ingresso, tensione in uscita.